# Arizona Dream
Аризона Дрим (енгл. Arizona Dream) амерички је  независни филм режисера Емира Кустурице из 1993. године, са Феј Данавеј, Џонијем Депом, Џеријем Луисом, Лили Тејлор и Винсентом Галоом у главним улогама.

## Радња
Ескимски ловац вози свој дом на санкама са свеже ухваћеном рибом. Та риба прожима цео филм, у стварном и имагинарном облику. У међувремену, Ексел среће рибу у Њујорку као природњаков сарадник. Он је срећан, али стиже човек са поруком да га доведе у Аризону на венчање свог ујака. Трик је да уведу Ексела у породични посао. У Аризони, Ексел среће две чудне жене: живахне, жељне, и оболеле од неуроза и породичних расправа. Он се упушта у романсу са једном, док друга, богата али депресивна, свира хармонику за групу корњача љубимаца.

## Награде
Филм је награђен Сребрним медведом и Посебном наградом жирија на Филмском фестивалу у Берлину 1993. године.